# Calendario internazionale femminile UCI 2011
Il calendario internazionale femminile UCI 2011 raggruppa le competizioni femminili di ciclismo su strada organizzate dall'Unione Ciclistica Internazionale.
Composto da 76 eventi, è iniziato il 2 febbraio con il Ladies Tour of Qatar e si è concluso il 13 novembre con la prova in linea dei Campionati africani. Comprende sia gli eventi della Coppa del mondo 2011 sia le due gare dei Campionati del mondo 2011 di Ballerup.

## Gare

### Febbraio
| Data  | Prova                            | Cat. | Vincitrice        | Squadra            |
| ----- | -------------------------------- | ---- | ----------------- | ------------------ |
| 2-4   | Ladies Tour of Qatar (2011)      | 2.1  | Ellen van Dijk    | HTC-Highroad Women |
| 16    | Campionati asiatici - Cronometro | CC   | Chanpeng Nontasin | Thailandia         |
| 18    | Campionati asiatici - In linea   | CC   | Mei Yu Hsiao      | Taipei cinese      |
| 23-27 | Women's Tour of New Zealand      | 2.2  | Judith Arndt      | HTC-Highroad Women |
| 26    | Omloop Het Nieuwsblad            | 1.2  | Emma Johansson    | Hitec Products-UCK |

### Marzo
| Data | Prova                                         | Cat. | Vincitrice     | Squadra                      |
| ---- | --------------------------------------------- | ---- | -------------- | ---------------------------- |
| 6    | Omloop van het Hageland                       | 1.2  | Emma Johansson | Hitec Products-UCK           |
| 17   | Campionati oceaniani - Cronometro             | CC   | Shara Gillow   | AIS                          |
| 19   | Campionati oceaniani - In linea               | CC   | Shara Gillow   | AIS                          |
| 20   | Cholet-Pays de Loire Dames                    | 1.2  | Emma Johansson | Hitec Products-UCK           |
| 20   | Trofeo Costa Etrusca Internazionale Femminile | 1.2  | Shelley Olds   | Diadora-Pasta Zara-Manhattan |
| 27   | Trofeo Alfredo Binda-Comune di Cittiglio      | CDM  | Emma Pooley    | Team Garmin-Cervélo Women    |

### Aprile
| Data | Prova                              | Cat. | Vincitrice           | Squadra                  |
| ---- | ---------------------------------- | ---- | -------------------- | ------------------------ |
| 3    | Giro delle Fiandre                 | CDM  | Annemiek van Vleuten | Team Nederland Bloeit    |
| 4    | Gran Prix International Dottignies | 1.2  | Emma Johansson       | Hitec Products-UCK       |
| 7-10 | Energiewacht Tour                  | 2.2  | Adrie Visser         | HTC-Highroad Women       |
| 14   | Drentse 8 van Dwingeloo            | 1.1  | Marianne Vos         | Team Nederland Bloeit    |
| 16   | Univé Ronde van Drenthe            | CDM  | Marianne Vos         | Team Nederland Bloeit    |
| 17   | Halle-Buizingen                    | 1.2  | Martine Bras         | Dolmans Landscaping Team |
| 17   | Ronde van Gelderland               | 1.2  | Ina-Yoko Teutenberg  | HTC-Highroad Women       |
| 20   | La Freccia Vallone femminile       | CDM  | Marianne Vos         | Team Nederland Bloeit    |
| 23   | Omloop van Borsele WE              | 1.2  | Kirsten Wild         | AA Drink-Leontien.nl     |
| 24   | Grote Prijs Stad Roeselare         | 1.2  | Amber Neben          | HTC-Highroad Women       |
| 25   | Gran Premio della Liberazione      | 1.2  | Giorgia Bronzini     | Forno d'Asolo-Colavita   |
| 27-1 | Gracia-Orlová                      | 2.2  | Тat'jana Аntošina    | Gauss                    |
| 30   | Grand Prix Elsy Jacobs             | 1.1  | Marianne Vos         | Team Nederland Bloeit    |

### Maggio
| Data  | Prova                                  | Cat. | Vincitrice          | Squadra                  |
| ----- | -------------------------------------- | ---- | ------------------- | ------------------------ |
| 1     | Grand Prix Nicolas Frantz              | 1.1  | Marianne Vos        | Team Nederland Bloeit    |
| 6     | Campionati panamericani - Cronometro   | CC   | Clara Hughes        | Canada                   |
| 7     | Bredene                                | 1.2  | Winanda Spoor       | Dolmans Landscaping Team |
| 8     | Campionati panamericani - In linea     | CC   | Clara Hughes        | Canada                   |
| 11-13 | Tour of Chongming Island               | 2.1  | Ina-Yoko Teutenberg | HTC-Highroad Women       |
| 14    | Clásico Aniversário                    | 1.2  | Angee Gonzalez      |                          |
| 15    | Copa Federación Venezolana de Ciclismo | 1.2  | Angee González      |                          |
| 15    | Tour of Chongming Island World Cup     | CDM  | Ina-Yoko Teutenberg | HTC-Highroad Women       |
| 19    | Chrono Gatineau                        | 1.1  | Clara Hughes        |                          |
| 21    | Grand Prix Cycliste de Gatineau        | 1.1  | Giorgia Bronzini    | Forno d'Asolo-Colavita   |
| 22    | Gran Premio Comune di Cornaredo        | 1.2  | Rasa Leleivytė      | Vaiano-Solaristech       |
| 28    | 7 Dorpenomloop Aalburg                 | 1.2  | Marianne Vos        | Team Nederland Bloeit    |

### Giugno
| Data  | Prova                                 | Cat. | Vincitrice        | Squadra                |
| ----- | ------------------------------------- | ---- | ----------------- | ---------------------- |
| 2     | Gooik                                 | 1.2  | Marianne Vos      | Team Nederland Bloeit  |
| 5     | Liberty Classic                       | 1.1  | Giorgia Bronzini  | Forno d'Asolo-Colavita |
| 5     | Therme Kasseienomloop                 | 1.2  | Christine Majerus | Team GSD Gestion       |
| 5     | Gran Premio Ciudad de Valladolid      | CDM  | Marianne Vos      | Team Nederland Bloeit  |
| 7     | Durango-Durango Emakumeen Saria       | 1.2  | Marianne Vos      | Team Nederland Bloeit  |
| 9-12  | Iurreta-Emakumeen Bira                | 2.1  | Marianne Vos      | Team Nederland Bloeit  |
| 16-18 | Ster Zeeuwsche Eilanden               | 2.2  | Marianne Vos      | Team Nederland Bloeit  |
| 17-19 | Giro del Trentino Alto Adige/Südtirol | 2.1  | Judith Arndt      | HTC-Highroad Women     |
| 19    | Golan I                               | 1.2  | annullata         |                        |
| 21    | Golan I                               | 1.2  | annullata         |                        |

### Luglio
| Data  | Prova                                    | Cat. | Vincitrice            | Squadra                         |
| ----- | ---------------------------------------- | ---- | --------------------- | ------------------------------- |
| 1-10  | Giro Donne (2011)                        | 2.1  | Marianne Vos          | Team Nederland Bloeit           |
| 7-10  | Tour de Feminin-O cenu Českého Švýcarska | 2.2  | Amanda Spratt         | Australia                       |
| 14    | Campionati europei - Cronometro U23      | CC   | Mélodie Lesueur       | Francia                         |
| 14-17 | Tour de Bretagne Féminin                 | 2.2  | Aleksandra Burčenkova | Russia                          |
| 16    | Gran Premio di Cento-Carnevale d'Europa  | 1.2  | Monia Baccaille       | MCipollini-Giambenini           |
| 16    | Campionati europei - In linea U23        | CC   | Larisa Pankova        | Russia                          |
| 17    | Dwars door de Westhoek                   | 1.2  | Grace Verbeke         | Topsport Vlaanderen-Ridley 2012 |
| 18-24 | Thüringen Rundfahrt der Frauen           | 2.1  | Emma Johansson        | Hitec Products-UCK              |
| 20-24 | Tour Féminin en Limousin                 | 2.2  | Grete Treier          | SC Michela Fanini-Rox           |
| 29    | Open de Suède Vargarda TTT               | CDM  | HTC-Highroad Women    | HTC-Highroad Women              |
| 31    | Sparkassen Giro Bochum                   | 1.1  | Adrie Visser          | HTC-Highroad Women              |
| 31    | Open de Suède Vargarda                   | CDM  | Annemiek van Vleuten  | Team Nederland Bloeit           |

### Agosto
| Data  | Prova                | Cat. | Vincitrice           | Squadra               |
| ----- | -------------------- | ---- | -------------------- | --------------------- |
| 6     | Erpe-Mere            | 1.2  | Chantal Blaak        | AA Drink-Leontien.nl  |
| 20-24 | Trophée d'Or féminin | 2.2  | Тat'jana Аntošina    | Gauss                 |
| 27    | Grand Prix de Plouay | CDM  | Annemiek van Vleuten | Team Nederland Bloeit |

### Settembre
| Data  | Prova                                                | Cat. | Vincitrice       | Squadra                         |
| ----- | ---------------------------------------------------- | ---- | ---------------- | ------------------------------- |
| 4     | Memorial Davide Fardelli                             | 1.2  | Judith Arndt     | HTC-Highroad Women              |
| 5-10  | Tour Cycliste Féminin International de l'Ardèche     | 2.2  | Emma Pooley      | Team Garmin-Cervélo Women       |
| 6-11  | Profile Ladies Tour                                  | 2.1  | Marianne Vos     | Team Nederland Bloeit           |
| 11    | Chrono Champenois                                    | 1.1  | Judith Arndt     | HTC-Highroad Women              |
| 13-18 | Giro della Toscana Femminile-Memorial Michela Fanini | 2.1  | Megan Guarnier   | Stati Uniti                     |
| 17    | Finale Lotto Cycling Cup                             | 1.2  | Grace Verbeke    | Topsport Vlaanderen-Ridley 2012 |
| 20    | Campionati del mondo - Cronometro                    | CM   | Judith Arndt     | Germania                        |
| 24    | Campionati del mondo - In linea                      | CM   | Giorgia Bronzini | Italia                          |

### Ottobre
| Data | Prova                                    | Cat. | Vincitrice         | Squadra            |
| ---- | ---------------------------------------- | ---- | ------------------ | ------------------ |
| 1    | Golan I                                  | 1.2  | Ivanna Borovičenko |                    |
| 3    | Golan II                                 | 1.2  | Ivanna Borovičenko |                    |
| 16   | Chrono des Nations - Les Herbiers Vendée | 1.1  | Amber Neben        | HTC-Highroad Women |

### Novembre
| Data | Prova                            | Cat. | Vincitrice       | Squadra   |
| ---- | -------------------------------- | ---- | ---------------- | --------- |
| 11   | Campionati africani - Cronometro | CC   | Cherise Taylor   | Sudafrica |
| 13   | Campionati africani - In linea   | CC   | Ashleigh Moolman | Sudafrica |

## Classifiche
Risultati finali.
| Pos. | Corridore            | Squadra        | Punti |
| ---- | -------------------- | -------------- | ----- |
| 1    | Marianne Vos         | Ned. Bloeit    | 1 735 |
| 2    | Emma Johansson       | Hitec Products | 1 130 |
| 3    | Judith Arndt         | HTC-Highroad   | 951   |
| 4    | Ina-Yoko Teutenberg  | HTC-Highroad   | 791   |
| 5    | Annemiek van Vleuten | Ned. Bloeit    | 674   |
| 6    | Giorgia Bronzini     | Forno d'Asolo  | 523   |
| 7    | Emma Pooley          | Garmin         | 514   |
| 8    | Amber Neben          | HTC-Highroad   | 383   |
| 9    | Elizabeth Armitstead | Garmin         | 365,5 |
| 10   | Kirsten Wild         | AA Drink       | 345   |

| Pos. | Squadra                         | Punti |
| ---- | ------------------------------- | ----- |
| 1    | Team Nederland Bloeit           | 2 594 |
| 2    | HTC-Highroad Women              | 2 394 |
| 3    | Hitec Products-UCK              | 1 302 |
| 4    | Team Garmin-Cervélo Women       | 1 123 |
| 5    | AA Drink-Leontien.nl            | 770   |
| 6    | MCipollini-Giambenini           | 741,5 |
| 7    | Forno d'Asolo-Colavita          | 687   |
| 8    | Gauss                           | 676   |
| 9    | Lotto-Honda Team                | 522   |
| 10   | Topsport Vlaanderen-Ridley 2012 | 464   |

| Pos. | Nazione     | Punti   |
| ---- | ----------- | ------- |
| 1    | Paesi Bassi | 3 281   |
| 2    | Germania    | 2 225   |
| 3    | Svezia      | 1 369   |
| 4    | Regno Unito | 1 234,5 |
| 5    | Italia      | 1 149,5 |
| 6    | Russia      | 926,75  |
| 7    | Stati Uniti | 866     |
| 8    | Belgio      | 714     |
| 9    | Australia   | 698     |
| 10   | Canada      | 559     |